# Andrés Guglielminpietro
Andrés Guglielminpietro, také znám pod jménem Guly (* 10. dubna 1974, San Nicolás de los Arroyos) je argentinský fotbalový trenér a bývalý fotbalový záložník a reprezentant Argentiny.
Byl odchovancem Argentinského klubu Club de Gimnasia y Esgrima La Plata. V roce 1998 přestoupil do italského klubu AC Milán za 10 miliard lir a s klubem posléze slavil titul v lize (1998/99). Další úspěch získal v roce 2004 když s klubem CA Boca Juniors vyhrál Jihoamerický pohár 2004.
Po ukončení fotbalové kariéry se stal trenérem.

## Přestupy
- z AC Milán do FC Inter Milán za hráče Brocchiho[3]
- z FC Inter Milán do CA Boca Juniors za 220 000 Euro

## Hráčská statistika
| Sezóna  | Klub              | Liga             | Liga   | Liga | Ligové poháry | Ligové poháry | Ligové poháry | Kontinentální poháry | Kontinentální poháry | Kontinentální poháry | Celkem | Celkem |
| Sezóna  | Klub              | Soutěž           | Zápasy | Góly | Soutěž        | Zápasy        | Góly          | Soutěž               | Zápasy               | Góly                 | Zápasy | Góly   |
| ------- | ----------------- | ---------------- | ------ | ---- | ------------- | ------------- | ------------- | -------------------- | -------------------- | -------------------- | ------ | ------ |
| 1994/95 | Gimnasia La Plata | Primera División | 10     | 2    | -             | 0             | 0             | -                    | 0                    | 0                    | 10     | 2      |
| 1995/96 | Gimnasia La Plata | Primera División | 26     | 1    | -             | 0             | 0             | PC                   | 2                    | 1                    | 28     | 2      |
| 1996/97 | Gimnasia La Plata | Primera División | 32     | 4    | -             | 0             | 0             | -                    | 0                    | 0                    | 32     | 4      |
| 1997/98 | Gimnasia La Plata | Primera División | 38     | 14   | -             | 0             | 0             | -                    | 0                    | 0                    | 38     | 14     |
| 1998/99 | AC Milán          | Serie A          | 21     | 4    | IP            | 2             | 0             | -                    | 0                    | 0                    | 23     | 4      |
| 1999/00 | AC Milán          | Serie A          | 23     | 1    | IP+IS         | 4+1           | 2+1           | LM                   | 5                    | 0                    | 33     | 4      |
| 2000/01 | AC Milán          | Serie A          | 13     | 1    | IP            | 3             | 2             | LM                   | 6*                   | 0*                   | 22     | 3      |
| 2001/02 | FC Inter Milán    | Serie A          | 23     | 0    | IP            | 2             | 0             | UEFA                 | 8                    | 1                    | 33     | 1      |
| 2002/03 | FC Inter Milán    | Serie A          | 7      | 0    | IP            | 2             | 0             | LM                   | 6*                   | 0*                   | 15     | 0      |
| 2003/04 | Bologna FC 1909   | Serie A          | 18     | 2    | IP            | 3             | 0             | -                    | 0                    | 0                    | 21     | 2      |
| 2004/05 | CA Boca Juniors   | Primera División | 24     | 6    | -             | 0             | 0             | CS+PO+RS             | 7+9+1                | 0+5+0                | 41     | 1      |
| 2005/06 | Al-Nasr SC        | UAE League       | 9      | 4    | -             | 0             | 0             | -                    | 0                    | 0                    | 9      | 4      |
| 2006/07 | Gimnasia La Plata | Primera División | 11     | 1    | -             | 0             | 0             | CS                   | 4                    | 0                    | 15     | 1      |
| Celkově | Celkově           | Celkově          | 252    | 40   | -             | 16            | 4             | -                    | 49                   | 8                    | 317    | 52     |

Poznámky
- i s předkolem.

## Úspěchy

### Klubové
- 1× vítěz italské ligy (1998/99)
- 1× vítěz jihoamerického poháru (2004)

### Reprezentační
- 1× na Copa América (1999)